# 有村のぞみ
有村 のぞみ（ありむら のぞみ、1997年2月14日 - ）は、日本のAV女優。アトラクティブ所属。

## 略歴
2018年1月、プレステージ専属女優としてAVデビュー。
2019年1月をもって専属を離れ、企画単体女優となる。
2019年3月1日、FANZAアダルトアワード2019最優秀新人女優賞にノミネート。
2020年6月、メンズサイゾーのイメージガールに就任。
2021年1月22日、りょうとのコラボ写真集プロジェクトを開始。
2022年10月の同人頒布会「ゆるケット」ではワイルドワンモデルとして参加。
2022年12月20日、『スカパー!アダルト放送大賞2023』新EXガールズオーディションにノミネート。同月にはコスプレファッションブランド「nonnonstyle」を立ち上げる。2023年3月には審査員推薦により新EXガールズメンバとなる。
2023年6月25日、初のトークイベント「のんちゃんといっしょvol.1」をレフカダ新宿で開催。憧れの人物であった浜崎真緒をゲストに2時間40分にわたるトークを繰り広げた。
2025年2月10日週FANZA通販フロアランキングでは、出演した『MOODYZファン感謝祭 バコバコバスツアー2025 素人17名とAV女優17名の1泊2日大乱交 新世代AVオールスター覚醒！』が予約段階で初登場3位を記録。

## 人物
静岡県出身。
趣味は海外旅行、
お笑いをみること、お酒を飲むこと。
好きな女優は浜崎真緒。2019年にはレズ作品での共演が実現した。
特技はY字バランス、前後180度開脚。好きなキャラクターはミニオン。
初オナニーは小学3年の時。初体験は中学1年の時で、相手は当時付き合っていた一つ年下の小学6年生。
デビュー以前はファッション系の仕事をしていた。この関係で服のデザインから縫製まで一人ででき、2020年8月からは自身で制作した衣装をまとうグラビア連載をスタートした。
体液フェチで、潮、おしっこ、母乳ものAVをオナニーのおかずにしている。
AV女優は、天職。いちユーザーとして観たい画を、自身の出演作で実演できるのがうれしいし興奮する。

## 出演作品

### アダルトDVD
- 新人 プレステージ専属デビュー（1月5日、プレステージ）
- 美少女と、貸し切り温泉と、濃密性交と。 04（2月2日、プレステージ）
- 新・絶対的美少女、お貸しします。 ACT.80（3月2日、プレステージ）
- シロウトTV×PRESTIGE PREMIUM 30（3月30日、プレステージ）
- スポコス汗だくSEX4本番! act.14 体育会系・有村のぞみ（4月6日、プレステージ）
- 有村のぞみの極上筆おろし 20 おしゃぶり姫のエロ〜い舌使いで童貞暴発!（5月4日、プレステージ）
- 女子マネージャーは、僕達の性処理ペット。 029（6月1日、プレステージ）
- 人生初・トランス状態 激イキ絶頂セックス 45（7月6日、プレステージ）
- 風俗タワー 性感フルコース 3時間SPECIAL ACT.24（8月3日、プレステージ）
- なまなかだし 25（9月7日、プレステージ）
- 天然成分由来 有村のぞみ 汁120% 53（10月12日、プレステージ）
- 顔射の美学 05（11月2日、プレステージ）
- 神イカせ 07 完全ガチ拘束強制アクメ（12月14日、プレステージ）

- ひたすら生でハメまくる、終らない中出し性交。（1月11日、プレステージ）
- 1ヶ月禁欲×媚薬大量投与×極限焦らしで性欲を最大限まで引き出したのち… 畳み掛けるようなピストン!ピストン!激ピストン!（3月19日、エムズビデオグループ）
- 絶対連射させちゃうワレメご奉仕!!中出しOKパイパンメイド（4月1日、ワンズファクトリー）
- 秘書イラマチオ輪姦 －信用できるのはお前だけ。絶対何も喋るな－（4月7日、PREMIUM）
- 超!いやらし〜いバキュームフェラ痴女 トロける口淫 男潮噴き（4月19日、ROOKIE）
- 前戯だけでぐしょぐしょにして―。 〜夫以外の男の濃厚愛撫に濡れる人妻〜（4月25日、マドンナ）
- 「先生、私、進学します」 進路まで決めてくれた大事な恩師とデリヘルバイトで再開。（4月25日、ダスッ!）
- 女教師in… (脅迫スイートルーム) 有村のぞみ（4月26日、ドリームチケット）
- 露出・輪姦・ぶっかけ願望に憑りつかれた女 有村のぞみ（5月2日、グローリークエスト）
- 透 SUKESUKE #001 有村のぞみ（5月3日、SUKESUKE）
- 完全プライベート映像 “純粋”ヘンタイ美少女有村のぞみと初めての二人きり泥酔ラブホハシゴお泊まり（5月7日、パコパコ団とゆかいな仲間たち）
- 痴女になることを強要された美少女ふたり 「いつもボクたちを散々イジメてるんだから、性的なイジメだってデキるハズですよねぇ(笑)」有村のぞみ 有馬すず（5月9日、SODクリエイト）
- 卑猥!デカ乳首を勃起させ猛烈掻き回し騎乗でイク! 涙と涎が垂れるイラマで濡れ、ア○ルに吸い付くドM奉仕娘と密室ハメ撮り! 神級美少女（5月13日、オーロラプロジェクト・アネックス）
- 男はチ●ポ勃てるのみ! 後は美人セラピストが手コキ、尻コキ、挿入ぜ〜んぶヤッてくれる 寝てるだけで全プレイ完結!! 神様体験ナマ本番エステ 有村のぞみ（5月13日、E-BODY）
- 固定バイブだるまさんが転んだ 12（5月13日、はじめ企画）
- まるで全身性器! 感度崩壊で理性が吹っ飛ぶほどの脳イキ狂い 催眠覚醒。愛液・潮ダダ漏れビクビク∞絶頂（5月19日、ROOKIE）
- 声出したら中に出すぞ!! 追い詰め孕ませレ×プ 〜ストーカーに脅された制服女子〜（5月25日、本中）
- マジックミラー号 ゲレンデに来ていた幸せいっぱい新婚カップルナンパ! 旦那が目の前で浮気! その様子を見て悲しんでいる奥さんを口説き、旦那までミラー越し30cmの距離で寝取って声を押し殺せないほどイカせる!（6月6日、SODクリエイト）
- 毎朝見かけるニーハイ太ももパンチラ女子○生が可愛くてチ○ポ硬くしてたら、『おにいさんのスケベ。』とほっぺを膨らませて怒り顔。でもすぐにウルウルした目で僕を見つめてくる、ツンフワ小悪魔だった。 7（6月6日、SWITCH）
- 彼のために抱かれます。有村のぞみ（6月7日、アタッカーズ）
- 義妹のおかげで毎日エッチなことができています。 親が再婚し一緒に住むことになったひきこもりの義兄は性欲モンスター! 2 毎日果てることなくオナニー。それを見て恐怖を覚える義妹。いつ自分に手を出されないか心配で眠れない…。そして恐れていたことに義妹は下着を漁る義兄を見てしまい危機感を抱き、自分のことを訪ねてきた友達を部屋に入れて飲み物に眠剤を投入し眠らせ自分の代わりに義兄の生贄に!案の定、眠った女を襲う義兄。眠らせていれば安心と思いきや、義兄は発射しても即勃起の連続挿入で起きてしまう女性!しかし、嫌がりつつも感じまくりのイカされまくりで失神状態に…。安堵する義妹だが、目をつい離したときに義兄と二人きりになってしまい…。（6月7日、Hunter）
- 3秒だけのはずが膣痙攣!? 義理の妹を家中連れ回して何度も何度も中出し!（6月7日、DOC）
- SEXでイッた事がないうぶな素人女子大生限定! 彼氏の倍サイズち●ぽでGスポット直撃爆速ピストンされたらいったいどーなってしまうのか?? 初めての絶頂に痙攣がとまらないかよわい美少女に鬼の追撃ピストン! 中イキの向こう側までフルスロットル突入編（6月14日、赤面女子）※「のぞみ」名義
- 【友達ち○ぽ寝取られ】 最愛の彼女が僕のいない間に大学の男友達10人のち○ぽに何度も中出しされてました… 嬉しそうにしごいてしゃぶってヌキまくっていた女子大生・はるか 21歳（6月19日、DEEP'S）※「はるか」名義
- 初レズの目覚め。 顔舐め双頭レズビアン。 義理の姉から受けた壮絶な舌姦。有村のぞみ 神納花（6月25日、ダスッ!）
- 気持ち良すぎて思わず叫んじゃう ごめんなさいGスポット ずーっと腰振り回し続けるイクイク騎乗位中出し（6月25日、本中）
- 両親の居ない日、僕は妹と精子が枯れるまで1日中ヤリまくった。（6月28日、TMA）
- ♯ちょうゆとりちゃん 04（6月28日、STRAWBERRY CATS GOLD）※「のん」名義
- 性に無頓着だった従妹がSEXごっこを機に快感に目覚めて親たちに隠れてヤリまくった（7月1日、MOODYZ）
- 深窓の令嬢 哀しみの犯され絶頂 有村のぞみ（7月7日、アタッカーズ）
- 彼女のマ○コから溢れる中出しザーメン汁で20mlの液量計を一杯にせよ! が一転 寝取られ中出しゲームへ!（7月11日、SODクリエイト）
- マジックミラー号ハードボイルド ナンパした素人娘を電圧86倍のビッグバンローター・ソファに座らせクリトリスをこっそり刺激!して潮!潮!最後にはナマで中出ししちゃうなんて…!（7月11日、サディスティックヴィレッジ）
- 絶対に手を出してはいけないひよこ女子に媚薬まみれの極悪チ○コで鬼イラマチオ。そして… その弐（7月11日、ひよこ）
- 旦那が喫煙している5分の間義父に時短中出しされて毎日10発孕ませられています…。（7月13日、溜池ゴロー）
- 一般男女モニタリングAV 仲良し○校生男女が挑戦! 授業中の教室で先生にバレずに友達のチ○ポ全部ヌく! ヌけばヌくほど増えていく賞金につられて過激にエスカレートする男子の要求に応えてクラスで一番可愛い女子○生が手コキ→フェラ→セックス! 先生の目を盗み最後は生中出し!!（7月19日、DEEP'S）※「あおい」名義
- えっ?ノーブラ?ポッチ(乳首)ピンコ勃ちで形くっきりの幼馴染の超敏感乳首をイジり倒したら失神寸前エビ反り連続爆イキ!! ボクには幼稚園の頃から高○生になった今でもずっと仲良しの超可愛くて優しい幼馴染がいます。気付いているのかいないのか分からないが幼馴染はボクの部屋にほぼノーブラでポッチ(乳首)ピンコ勃ち状態の無防備な格好で遊びに来て正直困っています!だって小さい頃から見た胸とは違い未だ発展途上中とは言えおっぱいに膨らみが!とにかく胸の谷間は見えまくりですごい時はポッチ(乳首)まで!!しかもたとえ隠れたとしてもノーブラだから布の上からでも乳首が勃っているのも丸わかり!当然ボクはフル勃起!!勃起していたら幼馴染にバレてしまいヤバイと思ったけど幼馴染も興奮していたみたいでボクのチ○ポに貪りついてきた!!ボクも調子に乗らせて頂いて、幼馴染の勃起乳首をこねくり回したら想像以上に感じまくって失神寸前のエビ反り連続爆イキで何度も中出しを求めてきた!!（7月19日、Hunter）
- 中年オジサンに目覚めた清楚な文系美人妻にじっくりねっちょり肉食責めで痴女られる 有村のぞみ（7月25日、h.m.p DORAMA）
- 貞操帯で浮気SEXを封じられた5日間、発狂寸前の禁欲状態で私はフェラチオを繰り返した 有村のぞみ（7月25日、痴女ヘブン）
- 就活面接で「手コキくらい業界ではアタリマエだよ?」と言いくるめられて結局中出しSEXまでさせられても泣き寝入りするしかない 現・女子大生 入社すればサディスティックヴィレッジの女AD（7月25日、サディスティックヴィレッジ）
- お見舞いNTR!! 2 隣に入院中の夫がいる状況で迫られた人妻のさびしい身体は理性が効かずに発情する…!?（7月26日、DOC）
- 学校で先生と… 女子○生に恋した教師にチ○ポを入れられ反応してしまう若いカラダ 有村のぞみ（8月1日、ヒビノ）
- 新任女教師 有村のぞみ マシンバイブ調教×催淫三角木馬×危険日中出し15連発 そのすべてで潮!潮!潮! 36（8月1日、サディスティックヴィレッジ）
- PrivateいちゃラブSex 有村のぞみ（8月1日、プラネットプラス）
- 籠城犯 THE Longest Day 有村のぞみ 岬あずさ 倉木しおり（8月7日、アタッカーズ）
- 親父が再婚した俺と3才しか変わらない義母のピタパン尻に我慢できずにレイプ!途中で冷静になってストップしたら「やめちゃうの?」と言われたのでナマチンXXX (トリプルエックス) 中出し!今では家庭内セフレです（8月8日、サディスティックヴィレッジ）
- あの日からずっと…。 緊縛調教中出しされる制服美少女（8月13日、無垢）
- 恋慕 有村のぞみ 浜崎真緒（8月19日、レズれ!）
- びしょ濡れ女子○生雨宿り強制わいせつ 4（8月23日、TMA）
- シンプルにかわいい女子○生がすんごい乳首責めで連続中出し射精させちゃいました!?（8月23日、DOC）
- 義父の性処理道具にされ悦ぶ妻 〜真夏の汗だくベロキス性交〜（8月23日、人妻花園劇場）
- 吐き出すまで突きまくる、地獄のコンビネーションイラマチオ 有村のぞみ 河合ののか（8月25日、えむっ娘ラボ）
- 小悪魔挑発美少女（9月1日、MARRION）
- すっぽんマ○コ騎乗位でチ○コを締め付けられ何度も強制中出しさせてくる彼女の妹（9月6日、DOC）
- 「本当は私が結婚したかった…」 結婚前夜 友情レズビアン 〜最後の告白〜 黒崎みか 有村のぞみ（9月7日、ビビアン）
- 房総半島の温泉リゾート地で見つけた未成年美少女限定 裸よりも恥ずかしいハレンチ水着で混浴入ってみませんか? 全員10代&Eカップ以上! 人気企画復活SP（9月12日、SODクリエイト）
- 【完全主観】 優しい淫語とテクで射精を応援してくれる SEX応援チアリーダー（9月13日、BAZOOKA）
- 汁男優としてAV撮影現場に参加したボク!人気女優4名に惚れられて、撮影中に痴女られまくりハーレム! 蓮実クレア 枢木あおい 渚みつき 美谷朱里 有村のぞみ（9月26日、SODクリエイト）
- 「私の色に染められるのが楽しい…」 童貞君が好きすぎて、卒業してからも部活に顔を出すフリをしながら新入部員を食い漁るエロカワすぎる 野球部の元女子マネージャー のぞみさん(20歳)（9月26日、SODクリエイト）
- 父と娘の近親セックス 酒癖が悪く、親離れも出来ない私はいつもお父さんに迷惑を掛けています。そんなだからあの日も…。有村のぞみ （10月1日、プラネットプラス）
- ナチュラルハイ20周年記念作品 ハロウィン痴漢 中出しスペシャル（10月10日、ナチュラルハイ）
- キスに興味を持った姪っ子にやり方を教えてあげたら暴走して獣のようなディープキス騎乗位でイカされた（10月10日、ナチュラルハイ）
- 【大興奮】部屋に入るなりチ●ポ咥えて離さない裏オプつき癒しの 即尺メイドリフレ派遣サービス（10月11日、BAZOOKA）
- 可愛い顔してデカ尻!! 有村のぞみ（10月19日、MARRION）
- マジックミラー号ハードボイルド 街で働く女性に“濡れると光るストッキング”を履いてもらって美脚を堪能!興奮してきたらお金で口説いてデカチン激ピストン!（10月24日、サディスティックヴィレッジ）
- 本当は私…マゾなんです。 居酒屋でバイトする仙台出身の心陽(こはる)さん21歳 学生の頃に交際していた不倫オジサンのドSなSEXが忘れられない。（10月25日、AVS Collector's）※「心陽」名義
- 新 アイアンクリムゾン 鉄の玉座 有村のぞみ（10月25日、ダスッ!）
- 乳首でイカされるとマ○コがイソギンチャクでおまけに口までバキュームな女の子になってしまうんです。（11月7日、桃太郎映像出版）
- マニアの生贄 有村のぞみ（11月7日、アタッカーズ）
- SEXの体位のリハーサルで、マ○コをラップでガードして素股をさせられ、狙ったのか偶然なのか、結局挿入されてナマ中出し!それでも「そんなの当たり前だから」と言われ泣き寝入りするしかないサディスティックヴィレッジの女AD 3（11月7日、サディスティックヴィレッジ）
- メスダチ改（11月13日、無垢）
- 「オンナの子の方がエッチだって噂、ホントだよ」 〜有村のぞみがありのままにヤるとこうなる〜（11月13日、バルタン）
- 一般男女モニタリングAV 素人大学生の性欲徹底検証 朝までエッチしなければ賞金10万円! 終電を逃した男女の友達はラブホテルで2人っきりになったら1発10万円の連続射精セックスに挑戦してしまうのか!? 7 彼氏がいてもラブホテルのエッチな雰囲気に呑まれた女子大生オマ○コが男友達のフル勃起チ○ポを生挿入で人生初の中出しセックス!! 4組合計18発を完全収録!（12月7日、DEEP'S）
- SOD女子社員 SODファン大感謝祭記念! 社内特別選抜! ぜつりんバスツアー 総勢16名の女子社員がユーザー様と1泊2日でヤリまくり!（12月12日、SODクリエイト）※「澤村香」名義
- ナチュラルハイ年末スペシャル ホテル痴漢 7 中出しSP（12月12日、ナチュラルハイ）
- 杜の都・仙台 in 素人ナンパ! 東北美人女子大生をガチ口説き!（12月12日、FIRST STAR）
- 制服緊縛 伯父に調教されています...性奴隷にされた私…。（12月13日、AVS Collector's）
- 潮吹き5人姉妹 両親が不在の間に汁まみれで痴女られまくったボク…（12月13日、MOODYZ）
- ガチナンパ!IN真夏の湘南 今夏撮りたて! ビキニ女子大生を追い込みピストンで連続潮吹き!失神寸前SEX! 142イキ!17発射!（12月15日、ナンパーズ）
- 串刺し拷問 有村のぞみ（12月19日、ドグマ）
- 濡れてテカってピッタリ密着 神スク水 有村のぞみ 可愛い女子のスクール水着姿をじっとりと堪能！着替え盗撮から始まり貧乳から巨乳にパイパン、ハミ毛、ジョリワキ等のフェチ接写やローションソーププレイやスク水ぶっかけに生中出し等を完全着衣で楽しむAV（12月26日、親父の個撮）
- 清楚系奥様はマラ喰いビッチ 膣痙攣しながらチ●ポ締め付け半泣きアクメ!（12月28日、シャーク）※「のぞみ」名義

- 酷い彼氏に賭けの対象にされ、死ぬほど嫌いな男達にNTR輪姦でイカされた私。（1月7日、山と空）
- 顔に似合わずお下品に股を開く援助女子●生に生中出し!（1月17日、宇宙企画）
- 妄想アイテム究極進化シリーズ せっかく女になったのに… 不完全な女体化で下半身はふたなり!? 5 俺はTSFコスプレイヤー編 ハイレグ美女コスプレイヤーになったけど撮影会でレオタードからチ○ポが飛び出すハプニング!!（1月23日、ROCKET）
- イキ潮・イキションM男責め 私の体液が欲しいなら、いっぱいご奉仕して頂戴 有村のぞみ（2月1日、OFFICE K'S）
- オナホフェラ 2（2月1日、OFFICE K'S）
- 職業体験で知り合ったお姉さんに童貞を捧げた俺 2（2月6日、AKNR）
- お姉ちゃんが教育実習生になり、DQNから僕を守ってくれました 有村のぞみ（2月7日、かぐや姫Pt）
- 出張中の夫に頼まれビデオレターを送る新婚妻は、夫が寝取られ願望のマゾと見抜くやNTR動画を続々投下!夫を愚弄しあざ笑う事に夢中になり…（2月7日、山と空）
- レスボスの掟 初恋地獄篇 鬼百合の蜜壺 有村のぞみ 玉木くるみ（2月7日、シネマジック）
- 大嫌いなクソ親父に虐められたのに、相性が良過ぎてイキまくっちゃった! 有村のぞみ（2月16日、マキシング）
- ノーハンドフェラは奴隷の証! 2 手を使わずにフェラチオする13人の素人娘（2月19日、かぐや姫Pt）
- 素人なのにディルドオナニーで激しく感じちゃう一般人娘 4（2月19日、かぐや姫Pt）
- 産後処女を奪われ一度イッたら長時間アクメで痙攣が止まらないイキッぱなしベビーカー妻 4（2月20日、ナチュラルハイ）
- 性欲がマ●コから溢れ出すドすけべ某有名カフェ美少女店員 中年オヤジを舐めまわして顔面放尿!（2月22日、オイスター海運）
- ザ・輪姦 町内会の祭りで妻がまわされた。 〜祭り男たちに中出しされまくった2日間〜（2月25日、ながえスタイル）
- 狂い泣く令嬢肉奴隷 第一話:残酷に嬲られ尽くす美人秘書 有村のぞみ（2月25日、Baby Entertainment）
- ベロチュー大好き 変態デカ尻スク水女子校生 ぶっかけ倶楽部（3月7日、デジタルアーク）
- 全裸聖水飲ませ（3月7日、犬/妄想族）
- 素人ナンパでセンズリ鑑賞 7 見るだけでいいんです!だからちょっと僕のチ●ポ見てもらえませんか?（3月7日、かぐや姫Pt）
- おじさん、私のオシッコ飲みたいの? 飲尿変態ドーピング検査（3月12日、RADIX）
- 18才の彼女 NNおーけーww（3月12日、あっぷるぱい）※「のぞみ」名義
- 僕を裏切って今度結婚する先生を妊娠させる会（3月13日、REAL）
- 【ハメログ】 有村のぞみちゃんにお酒を飲ませたら超絶ヤリマンドスケベだったのでそのままハメ撮りしちゃいました!（3月19日、チキチキカマー/妄想族）
- 濃交 〜癒し系Eカップ美少女の濃密リアル中出しSEX〜（3月25日、マックス・エー）
- 素人娘の全裸図鑑 11 今時の女の子13名が恥らいながら脱衣していく様子をじっくり撮影した、変態紳士のためのヘアヌードコレクション（4月7日、かぐや姫Pt）
- 女子校生限定 ラップ1枚隔ててお友達と素股体験して発射できたら賞金GET!!（4月9日、アイエナジー）
- 完全着衣なりきりプレイ スーツアクトレス編（4月10日、GIGA）
- カーテン1枚の中の密室 試着室でこっそり犯されるアパレル店員 2（4月10日、REAL）
- 現役巨乳保育士さんAV出演 裏バイト映像 Vol.001（4月10日、S級素人）
- 【クソエロギャル】 アヘイキ狂いの脳みそバグ子ちゃん2人（4月19日、チキチキカマー/妄想族）
- 舞ワイフ ～セレブ倶楽部～ 133（4月23日、AROUND）
- 上京して学校近くに一人暮らしの僕の家に泊まりに来るクラス女子がボクのAVを観て勝手に発情!!（4月23日、アイエナジー）
- 美少女戦士セーラーアーレス 復活! 破壊魔神ゲルゼバブ 有村のぞみ（5月8日、GIGA）
- パンツ越しでじっくり見える お漏らし自慰（5月8日、RADIX）
- 素人ヘアヌード大図鑑 〜有名大学女子大生編（5月15日、S級素人）
- イクイク早漏敏感妹と排卵日子作り物語 ACT.007（5月15日、宇宙企画）
- 即尺即ハメ連続射精お約束のメイドリフレ Vol.003（5月15日、宇宙企画）
- 見られたがり制服美少女痴女の絶対領域 Vol.001（5月15日、BAZOOKA）
- いつも見かける乳酸菌飲料訪問販売ママさんと滅茶苦茶セックスした。 Vol.003（5月15日、BAZOOKA）
- 小悪魔女幹部エレーナ ヒーロー陥落 有村のぞみ（5月22日、GIGA）
- 泡姫桃源郷 絶対生中出し出来る美少女ソープ嬢 有村のぞみ（5月25日、MAX-A）
- 美畜秘書の系譜 婚約者と社長の狭間で 有村のぞみ（6月7日、シネマジック）
- リアル素人縁結び企画 憧れの同僚社員とデキるかな? お節介すぎるほどお世話します! 二人っきりにさせて生盗撮 9（6月10日、ホットエンターテイメント）
- アナル解禁破壊 浣腸アクメ、異物挿入、3穴アナルSEX 有村のぞみ（6月11日、ナチュラルハイ）
- ダンス部J●のお尻で誘惑されヒップダンス騎乗位でハメ倒された俺（6月11日、AKNR）
- 彼女と初めてのSEX。パンツを脱いで目の当たりにしたパイパンのアソコ（6月12日、ヒメゴト）
- おしゃぶり大好き【完全主観】ピンサロ店 ACT002 有村のぞみ（6月12日、宇宙企画）
- 私、潮をふくなんて思ってませんでした。 有村のぞみ（6月13日、S-Cute）
- イラマチオの中のイラマチオ（6月25日、SEX Agent）
- 上品で魅惑的、ランジェリー美女が誘う極上の射精。（6月25日、SEX Agent）
- 「見舞いにきた女子○生のパンチラで勃起したら咥えない焦らしフェラでねっとり抜かれて超敏感になった亀頭を無理やりジュポジュポお掃除フェラされた」VOL.1（6月25日、DANDY）
- 同人ヒロイン06 美少女戦士セーラーアレス 有村のぞみ（6月26日、GIGA）
- LESBIAN VIRGIN これが私の理想のハーレムレズビアン 音羽ねいろ あべみかこ 有村のぞみ（7月7日、ビビアン）
- 「童貞くん。抜いてやろうか?」 下町育ちの義姉の下品なお誘いが魅力的で超エッチ! 我慢できず手コキされたら最後… ペットのように義姉の性処理係に!（7月7日、Hunter）
- お尻大好きしょう太くんのHなイタズラ 弥生みづき 有村のぞみ 大浦真奈美（7月9日、グローリークエスト）
- スーパーヒロイン危機一髪!! Vol.84 超戦士エレキマン 有村のぞみ（7月10日、GIGA）
- えっちな巨乳お姉さんの淫語かたりかけぐちゅぐちゅ乳首イジリっ放しオナニー 4（7月23日、アイエナジー）
- 超ミニスカプリ尻誘惑 ドスケベ小悪魔女子校生 有村のぞみ（7月25日、デジタルアーク）
- ホイホイぱんち 4 個人撮影・マッチアプリ・ハメ撮り・素人・SNS・裏アカ・顔射（8月1日、素人ホイホイ/妄想族）
- 「女神の介護士!?」  両腕を怪我してしまい自宅に介護士さんを呼んだら 想像以上に可愛い心優しい女神の介護士さんがやってきてまさかの神展開!（8月7日、Hunter）
- 会員制マッチングSMクラブ 『アセファル』1ere のぞみ女王様（8月14日、サロメ）
- チ●ポをしゃぶりたくてしょうがない妻。家ではどこでも構わずしゃぶってくる。（8月14日、ヒメゴト）
- 美少女戦士セーラートリニティア 2 有村のぞみ（8月28日、GIGA）
- 追姦 のぞみ（9月4日、ワープエンタテインメント）
- カワイイ女子○生とエッチするために僕は教師になったんだ! 2（9月10日、SWITCH）
- 女スパイぬるぬるオイル拷問（9月11日、REAL）
- ULTRA SWEET 赤貝 狂気の美少女拷問痙攣淫躰 ～限界突破ENDLESSパニックアクメ～ 有村のぞみ（9月13日、AVS collector’s）
- 着衣のまま強制挿入してくる痴女のパンスト騎乗位（9月17日、グローリークエスト）
- 唾液ダラダラ接吻痴漢 4  オヤジを虜にするほど密着して舐めまくる痴女子○生（9月24日、ナチュラルハイ）
- おしゃぶり予備校 67 有村のぞみ（10月1日、FS.KnightsVisual）
- スパンキングで昇天するボンデージ美女に喉奥ハードイラマをプレゼント!（10月9日、REAL）
- 縛・喉奥イラマ性奴 有村のぞみ（10月19日、ドグマ）
- 激ハードコア3穴ごっくん調教ファック! マ●コ! ノドマ●コ! ケツマ●コ! すべてのマゾ穴にザーメン大量中出し30連発! 有村のぞみ（10月19日、エムズビデオグループ）
- 放課後首絞めイラマ大量失禁（10月19日、Hunter）
- 「妊娠しちゃうから… 絶対ダメなのに… でも…」 してはいけない相手とのしてはいけない危険日に何度も何度も妊娠確実な連続中出し!（10月19日、Hunter）
- 潮吹き絶頂アクメ痴漢 清楚眼鏡女SP（10月22日、ナチュラルハイ）
- アナル淫語 VII 有村のぞみ（11月5日、グローリークエスト）
- 背後から抱きしめ手マン 嫌がる気力が無くなるまでしつこく絶頂させられても「私は絶対に受け入れない…。」（11月12日、ナチュラルハイ）
- ＃飲み友募集【検証】マッチングアプリで知り合った女の子をお持ち帰りできるのか? Episode1 feat.FALENOTUBE（11月12日、FALENO）
- いやらしいお姉さんの濃密フェラチオと背面手コキ（11月13日、S級素人）
- 本気絶頂調教 有村のぞみ（11月19日、ドグマ）
- 黒人お初NTR 白き桃尻と黒き巨根 有村のぞみ（12月7日、JET映像）
- 非日常的 着衣浴尿の世界（12月10日、RADIX）
- 美少女戦士セーラーアーレス 淫乱マゾ覚醒計画 有村のぞみ（12月11日、GIGA）
- 愛する妻が玩具のように弄ばれた! ～男たちの標的になった妻…～（12月25日、ながえSTYLE）
- 本気になる人妻。終電を逃した酔っ払った部下を自宅に泊めてあげたら…添い寝だけのハズがまさかのSEX突入の気配!? 最後は人妻なのに、本気の中出しまで!? 2（12月26日、ビッグモーカル）

- ファンにハメられたヒロイン 美少女戦士セーラーフロンティア 有村のぞみ（1月8日、GIGA）
- 唾液ダラダラ! 愛液ドロドロ! 黒髪女子○生を粘着なめくじクンニで惚れさせるレズ汁痴漢 2（1月8日、ナチュラルハイ）
- 仮面夫婦 ～寝取る女と寝取られる女～ 第一章（2月1日、MAX-A）- 主演は岬あずさ。有村は脇役出演。
- Anal Device BondageXXII 鉄拘束アナル拷問 有村のぞみ（2月4日、グローリークエスト）
- 浣腸魔 有村のぞみ（2月7日、アタッカーズ）
- 全裸オイルキャットレズファイト 4  有村のぞみ 亜矢みつき（2月11日、ROCKET）
- 中出しブルマん娘 のぞみ（2月11日、フェチ眼）
- いやらしいミニスカお姉さんの黒ストッキング美脚と濃密フェラチオ vol.2（2月12日、S級素人）
- はめキャン 有村のぞみ（2月19日、山と空）
- 髪鷲掴み家中引きずり廻し連続受精（2月19日、Hunter）
- ノリ軽すぎw チ●ポ好きすぎw山ガール3人組ナンパ! 露天風呂でブチ上げ泥酔乱交からの各自お持ち帰り生ハメ!（2月19日、ZAP）
- レズビアンストーカー ～隣人に狙われた私～ 有村のぞみ 相川葉菜（3月1日、U&K）
- 仮面夫婦 ～寝取る女と寝取られる女～ 第二章 有村のぞみ 岬あずさ（3月1日、MAX-A）
- 有村のぞみ飲尿解禁 全てを飲み干す 超飲尿・浴尿レズビアン 有村のぞみ 岬あずさ（3月7日、ビビアン）
- 侵入者の勃起チ○ポをいきなりアナルに突っ込まれ絶叫するが徐々に気持ちよくなり肛門イキしまくる美尻女 2（3月11日、ナチュラルハイ）
- 美少女仮面オーロラ ～舐めなめ陥落地獄～ 有村のぞみ（3月12日、GIGA）
- 緊縛調教娘 未知の快楽に悶え堕ちていく無垢な身体。邪欲にまみれた華道家の生贄となった美娘。 有村のぞみ（3月13日、グローバルメディアアネックス）
- 結婚式終わりの清楚系美女を連れ込みナンパ! ナマ中出し!（3月15日、ピーターズ）
- 母のママ友たちとAV鑑賞する事になってしまった童貞のボク。AVを初めて見たママ友たちは発情して『AVみたいなエッチがしたい』とまさかの大乱交（3月19日、Hunter）
- はめキャン泥●ギガ性欲痴女にチ●ポ敗北宣言 (嬉泣)（3月19日、山と空）- 主演は 岬あずさ。有村は脇役出演。
- 仮面夫婦 ～寝取る女と寝取られる女～ 完全版 岬あずさ 有村のぞみ（4月1日、MAX-A）- 第1章と第2章を再編集し、未公開カットを追加したディレクターズ・カット版。
- 義理の姉妹と夢の同居生活! 父の再婚相手の連れ子姉妹がとんでもない小悪魔で、ミニスカパンチラや着替えを見せつけてきて僕たちが襲いかかるの待ってるんだ。（4月8日、SWITCH）
- 人妻ナンパ中出しイカセ 33 品川編（4月10日、ホットエンターテイメント）
- 恋人代行レズビアン ～レンタル彼女といやというほどレズ交尾してみませんか～ 紗々原ゆり 有村のぞみ（4月13日、U&K）
- 美少女メイド姉妹レ● & ラ● × アナル & マ●コ3穴中出しファック×10連続大量ザーメンぶっかけ のぞみ & あずさ（4月23日、TMA）
- 『まだ勃つよね?』『次 わたし!』『その次 またわたし!』『もっともっとエッチしたい!』 最強にエロい二人のヤリマン幼馴染は超絶倫早漏マ○コで何度も何度もイキまくり!! ボクの童貞チ○ポが勃起しなくなるまで何度も何度も中出しさせまくり!!（5月19日、Hunter）
- 「お姉ちゃんやめて…」「ごめんね…」 いじめっ子の命令に逆らえない超仲良しのお姉ちゃんがボクのチ○ポを使って強制近親相姦! 2（5月19日、Hunter）
- 妄想アイテム究極進化シリーズ 感覚共有オナホール（5月20日、ROCKET）
- 謝罪に来たOLを土下座拘束してアナルを勝手に開発したら謝りながら肛門アクメしまくった!（5月20日、ナチュラルハイ）
- ターゲットはマッハピンク part2 ～白くされたマッハピンク～ 有村のぞみ（5月28日、GIGA）
- あなたごめんね 2人の若妻が初めての浮気セックスでイキ狂い! 顔にお口に濃厚ザーメンぶっかけ!! 神咲まい / 有村のぞみ（6月1日、AV）
- 「やっと2人きりになれたね…。絶対逃がさないよ…」 自宅で逃げ回る女子●生を家中追いかけ廻す家庭狂師（6月7日、Hunter）
- 喉マ●コ中出し美少女調教イラマチオ 有村のぞみ（6月13日、REAL）
- S級ニューハーフ濃厚レズ性交 Vol.8 高級人妻オイルエステ 胡桃レイ 有村のぞみ 岬あずさ（6月15日、ピーターズ）
- クリトリス吸引バイブオナニー 2 今日もクリが幸せ★彡吸引と振動でクリトリスをW刺激、SEXでも見せないようなアヘ顔で絶頂を繰り返すAV女優達15名240分（6月17日、グローリークエスト）
- 素人ホイホイ × MBM 可愛すぎて死ぬ… 天使降臨 3 撮り下ろし3名（6月18日、MBM）
- 女子社員のむっちり黒パンスト透けパンチラが社内や出張先で俺を誘う。パンスト破ってチ○ポねじこんでイイんですよね?（6月24日、SWITCH）
- ザーメンジェット 4（7月1日、FS.KnightsVisual）
- スーパーレディー VS 鉱石怪人 ～無力化されたヒロイン～ 有村のぞみ（7月9日、GIGA）
- 糸引き生唾レズ（7月13日、U&K）
- 『私とエッチして本当に後悔しない? 今まで通りにはいられないかもよ…』 お姉ちゃんと本気の恋… 我慢できなくなったボクの気持ちを優しく受け止めてくれて親がいない1泊2日…、二人とも姉弟という事は忘れて激しく求め合っちゃいました…。（7月19日、Hunter）
- よだれ玉凌辱手コキ（7月25日、SEX Agent）
- 「童貞君の包茎ち○ぽの皮を剥いて洗ってもらえませんか!?」 素人奥様が童貞君と密着混浴! 母性たっぷりち○ぽを泡洗い! カチカチにズル剥けた童貞ち○ぽに赤面発情! そのまま優しく筆下ろしSEX! 4  赤面女子3周年記念! 超豪華撮り下ろし総勢8名8時間2枚組SPECIAL!!（8月13日、赤面女子）
- 人妻かたりかけ! 膣クリ刺激アクメ愛液ねちょねちょ超絶オナニー（8月15日、LOTUS）
- 【泥酔エロ動画】お酒を飲み過ぎて大胆ドスケベになった女と呑んだくれハメ撮りAVドキュメント 240分! vol.2（8月19日、チキチキカマー/妄想族）
- おしっこ114連発 98人（9月2日、グローリークエスト）
- 旦那と子供が寝静まったお母さんは月曜から2穴夜ふかししてきます…寝取らせ性癖の旦那を思って勝手に出演した専業主婦・有村のぞみ (仮名) 本物ガチ（9月7日、山と空）
- フルバックパンティの着衣尻にチ○ポを突き立て溢れ出るような射精をする悦び（9月21日、アロマ企画）
- いきなり逆ナンハーレムビーチ 色白ガリ細なキミ達じゃ海は楽しめないからウチらとパコろうよ!! 浜崎真緒 有村のぞみ（9月21日、kira☆kira）
- 悦虐耽美館（9月24日、スリートップパブリッシング）
- HTK48 背徳感たっぷりの48分間『あっダメ…もしバレたら…』『いやぁぁーイク～!』 絶対ヤッちゃダメって分かっている相手でも感じてしまう…。（9月28日、Hunter）
- 終電を逃したそこのラブラブカップルさん!! 偶然たまたま方向が同じなので良ければ我々大事な彼女さんとタクっていいですか! 13（10月12日、JET映像）
- 街コンへ恋人探しに行ったらヤリモクJDに朝まで10発イカされた挙句ヤリ捨てされた話。（10月19日、E-BODY）
- 新 淫乱淫語ディルドオナニー スケベ汁でおま○こグッチョグチョ! 3（10月19日、アロマ企画）
- ファビュラスボディを視姦する超接写コケティッシュ肉感アングル 有村のぞみ（11月2日、kawaii*）
- AJOI究極の完全主観オナニーサポートDVDオリジナル 2  Aromatic Jerk Off Instruction（11月2日、アロマ企画）
- フェロモン先生の囁き淫語レッスン（11月9日、アロマ企画）
- 巨乳ソロキャン女子たちと数珠繋ぎFUCK!（11月9日、Hunter）
- リピーター続出! お触りNGなのにお願いされたら断れない新人エステ嬢は立ちバックで生挿入! 脚がガクブル痙攣イキ! 3（11月9日、Hunter）
- 「ヤバい… デカ過ぎる! 挿れたら気持ち良すぎておかしくなっちゃう。挿れたい。いや挿れちゃダメ」（※女たちは0.1秒で考えた） 結果、即ハメ!（11月9日、Hunter）
- いつも趣味の悪いジャージしか着ないヤンキーの姉がぴったりニットワンピで大人の女に! そのエロい体のラインにムラムラがおさまらず…!?（11月9日、Hunter）
- 首絞めセックス依存症OL のぞみ (24) 仕事帰りの巨乳ビッチ変態黒ビキニ女をガチ責め! 失神白目イカセ!!（11月23日、DEEP'S）
- 「今、私のパンツ見たよね?」 見せつけてるようにしか思えない脚の開き方でボクの勃起を誘発してくるエッチなお姉さんの思わせぶりなパンチラトラップ（11月23日、Hunter）
- 「私以外の女でオナニーするのも許さない!」と束縛の激しい彼女。そんな彼女と別れたくて「オカズ代わりにお前が友達とエッチしているとこを撮らせてよ」と言うと予想に反して撮影に応じる彼女。いざ始まるとボクとのエッチよりも盛り上がりまくって感じまくる彼女に別れるのは少しもったいないと感じてしまいました。（11月23日、Hunter）
- これがチクラチオだ! 乳首を責めながらセルフイラマチオする奉仕型ドM女たち（11月25日、ナチュラルハイ）
- 停車中の助手席で暇を持て余してそうな巨乳美女を発見!! 彼女の胸元から今にもハミ出しそうなおっぱいを覗き見していると抑えられず… 2（12月3日、DOC）
- 最強パリピGAL 顔面優勝 有村のぞみのどちゃくそ乳首いぢりドドドドドM汁ダクあたおか熱盛Drunkせっくちゅ!!!（12月7日、桃太郎映像出版）
- キャンプ場で無理やり着衣失禁させられた美尻女は… 追いローターで何度も腰くね羞恥イキし…（12月10日、ゲッツ!!）
- 部屋連れ込み隠し撮りSEX そのまま勝手にAV発売 3（12月17日、DOC）
- ヒロイン完全破壊 叶わぬ死 呪われた肉体（12月24日、GIGA）
- 巨乳人妻温泉デート 綺麗な顔して他人棒で悶える色白美人妻 桃香26歳（12月24日、ま○こ銀行）
- Gカップドスケベ女子は黒人さんとヤリたい! 明るくて底抜けにセックス好きな娘がデカマラにドハマり 有村のぞみ（12月25日、Shark）

- 囁き調教レズビアン ～美熟女教師とおもらし性奴会長～ 中野七緒 有村のぞみ（1月4日、U&K）
- この子、ひつじの皮を被ったオオカミちゃん のぞみ（1月4日、ティーチャー/妄想族）
- 憑依増殖おじさん in 浜崎真緒 & 有村のぞみ レズカップルに憑依し、勝手に男と大乱交。（1月11日、ダスッ!）
- アパートの隣に引っ越してきたシングルマザーは、明るい雰囲気を出しながらもいつも寂しげ…（1月11日、Hunter）
- 超ウブ処女義妹 × ヤリマン義姉と奇跡の3P!（1月11日、Hunter）
- 鮮明に見える美少女たちのパンティ染み! ぐちゅぐちゅ指ズボッオナニー!! 「ああんっ… いっぱいイクとこ見てほしいのぉ」 大好きなアナタに送る自撮りオナニービデオレター 2（1月11日、S級素人）
- 旦那が待つ駐車場近くのトイレでNTR発情する妻たち ドライブ中の仲睦まじい人妻を公衆トイレに呼びつけてヤる!（1月14日、ゲッツ!!）
- 至近距離でパンチラ拝みながらチ○ポしごかれてフル勃起! しかもパンティお触りOKで暴発必至!!（1月18日、アロマ企画）
- ノーパン痴首いじり（1月25日、アロマ企画）
- 粘液の誘惑 濃厚接吻レズビアン 唾液と愛液のレズセックス 有村のぞみ 星乃星良（1月27日、ヒビノ）
- 増殖レズ覚醒 ～イカされた女が次々とレズに目覚めてレズり始める乱交計画～（1月27日、ナチュラルハイ）
- 素人ホイホイ × MBM 可愛いだけじゃダメですか? 顔だけでヌケる保証! 顔面優等生 世代最強エース 撮り下ろし3名（1月28日、MBM）
- エロいポーズで顔とチ○ポを交互に見ながらオナニー指示 2（2月1日、アロマ企画）
- 【神ギャル殿堂入り】やっぱりギャルが最強説! vol.5（2月15日、チキチキカマー/妄想族）
- 病院中の男のアナルを犯す天才S痴女ナースがいるM性感クリニック 有村のぞみ（2月22日、MEGAMI）
- 悪のお嬢様ヒロイン 黒薔薇令嬢マリカ 有村のぞみ（2月25日、GIGA）
- アソコに直穿きスポウェア女子 悶々エクササイズで性欲が溢れて染みつくっちゃう!（2月26日、オイスター海運）
- 愛しのデリヘル嬢 現役AV女優専門の高級デリヘルで有村のぞみを呼んでみた!（3月10日、プラム）
- 【童貞君を探し出して筆おろしセックス出来たら100万円!?】 親友の素人娘2人が童貞求めてはじめての逆ナンパ!! SNS、マッチングアプリもフル活用!! 見つけ出した童貞ち●ぽを奪い合うハーレム筆おろし! 生中しすぎてキンタマ枯渇!! 2（3月11日、赤面女子）
- 悩殺淫乱バニーガールは肉食系マゾ痴女ビッチ 有村のぞみ（3月22日、デジタルアーク）
- 突然ですがおちんちん見てもらっていいですか? 6（3月24日、ヤリマン★ビッチーズ）
- 聖忍戦隊カゲレンジャー カゲブルー淫獣化作戦（3月25日、GIGA）
- ゴム手袋Mフェティッシュ 痴女歯科衛生士に手袋で変態ザーメン搾り取られるClinic（4月5日、MEGAMI）
- 素人男女モニタリング実験でゲッツ! 厳しい女上司と気弱な巨根部下のチ○コデッサン フル勃起してる部下チ○ポにムラムラした女上司は禁断の中出し!! 200min検証スペシャル（4月8日、ゲッツ!!）
- 強制的に女の子の恰好にさせられてビンカン乳首もアナルマ○コも悪戯されて犯される話。 有村のぞみ（4月12日、M男パラダイス）
- セクシーモデル淫乱レズビアン ～2人だけの変態レズパーティー～ 浜崎真緒 有村のぞみ（4月19日、U&K）
- 義理の父に口マ●コとして扱われてるのにマン汁を滴らせる私は変態です。 有村のぞみ（4月29日、光夜蝶）
- 新しい義姉は、鬼畜な人なのに僕の勃起は治まらない。 有村のぞみ（4月29日、NON）
- 溺愛密着レズ ～強く抱き合い激しくキスする女たち～（5月3日、U&K）
- 【個人撮影】家族盗撮→近親睡眠姦 ～姉・妹JD2名・日常26日分・近親膣出し～（5月5日、素人39）
- 俺の妹めっちゃ変態BLT (ボイン、ルーソー、Tバック) 妹のロケット勃起するビーチク爆乳は一見にしかず! Gカップ97cm のぞみん（5月10日、チェリーズれぼ/妄想族）
- デリヘル感覚で出張家政婦を呼んで、数珠つなぎに犯し続ける汚部屋の絶倫ゲス男（5月10日、Hunter）
- 危険日直撃!! 子作りできる派遣メイド 有村のぞみ（5月12日、Mr.michiru）
- ドスケベ美人巨乳姉妹マラ喰い露天温泉 浜崎真緒 有村のぞみ（5月13日、ま○こ銀行）
- 巨大ヒロイン ファイヤーレディー 有村のぞみ（5月13日、GIGA）
- 「これってホントにラッキースケベ…!?」 偶然か? 確信犯か!? 無防備過ぎる谷間やパンチラでボクのチ○ポを誘惑するドスケベ小悪魔女子たち!!（5月24日、Hunter）
- とろける接吻 隣人レズビアン 唾液と愛液でグッチョグチョ! これが本気のレズセックス 有村のぞみ 神楽りん（5月26日、ヒビノ）
- パコ撮りNo.52 溜まるとエッチしちゃう夢を見るギャルJ●に2回中出し! 「精子飲みたい♪」と言ってたので3回目は舌上に発射してあげた!（5月27日、First Star）
- 下品だとか上品だとか関係なく、エグイくらい有村さんを弄びたい 有村のぞみ（6月3日、光夜蝶）
- 女子大生の間でオンナ好きが急増!?を検証 いきなりベロキス! レズビッチ数珠つなぎセックス 「あなたよりエロいレズ友紹介してください」（6月9日、DANDY）
- 飴玉しゃぶった唾液とめどなく飲まされ続けながらアイスキャンデーのようにち○ぽしゃぶられ続ける（6月14日、アロマ企画）
- 「もう一度だけ抱いて…」 一度きりの過ちのはずが… あの時のセックスが忘れられず…。（6月14日、Hunter）
- ギャルすたグラム♯012【GAL数珠つなぎドキュメント】（6月25日、はめちゃん。）
- いつでも好きなタイミングで誰とでもエッチ出来ちゃうカワイイ巨乳女子大生だらけのシェアハウスに入居したボクは受験勉強そっちのけでヤッたりヤラれたりで夢のヤリチン生活! 3（6月28日、Hunter）
- マイクロビキニ固定バイブ宝探し4 恥部がポロリっ強力バイブをオマ●コに入れたまま隠されたお宝を探して100万円! ニセ宝箱を開けるとエロ罰ゲーム! 即ハメナマ中出し危機一発!（7月19日、はじめ企画）
- ミライの妄想世界シリーズ 女性がお金を持たないBODYPAY（7月21日、ROCKET）
- サンドイッチアナル舐め3P! えっ? 上司2人がレズ？女上司2人がアナル舐め合いで悶えイキ! その秘密を目撃してしまったボクも巻き込まれ…（7月26日、Hunter）
- 巨乳水着ギャルばかりを狙う海の家ナンパエステ 24（8月2日、変態紳士倶楽部）
- 本生ごっくん! OL倶楽部 2 ～女上司には心も体も捧げなきゃいけないのよ! もちろんザーメンもネ～ 浜崎真緒 有村のぞみ（8月2日、下半身タイガース/妄想族）
- 夫婦で挑戦! 浜崎真緒の凄テクで夫が2回イカされたら妻が寝取られナマ中出しSEX!（8月16日、はじめ企画）- 主演は浜崎真緒。有村は「のぞみ (22歳)」として出演。
- お触り厳禁のビキニオイルマッサージで施術師にガマンできずこっそりタッチ!（8月23日、Hunter）
- 全裸露出調教オナニー（9月6日、ゑびすさん/妄想族）
- 素人娘の初めてのアナル舐められ体験! おこづかいあげるから親友の前でアナル舐められてみませんか?（9月13日、ROYAL）
- 戦隊ヒロイン孤立無援 チャージマーメイド ～恥辱の貞操帯～（9月23日、GIGA）
- 美人教育実習生が不良生徒に連日セクハラされてヤリマン化!（9月27日、Hunter）
- 満員ムレムレ黒タイツ女子○校生エレベーター 湿度300%超… 下校直後でムレた色々なデニール数の黒タイツに挟まれ踏まれ何度も射精させられるっ! 【同時収録】満員ぎゅうぎゅう汗だく黒タイツサウナ（10月4日、DEEP'S）
- BAN覚悟の過激野外露出配信軟体レズカップル 有村のぞみ 皆川るい（10月4日、ゆりえっち/妄想族）
- ＃飲み友募集【検証】マッチングアプリで知り合った女の子をお持ち帰りできるのか? The Final Episode feat.FALENOTUBE（10月6日、FALENO）
- エビ反りM男君の突き出しち●ぽを2人がかりで快楽責め 1（10月11日、アロマ企画）
- アメリカン女子留学生と淫乱お嬢様の変態レズ ～日本の女の子のオ○ンコを舐めにカリフォルニアから来ました～ ジューン・ラブジョイ 有村のぞみ（10月18日、U&K）
- 男子校に通う冴えないボクだけど家に帰れば5人の義姉妹たちと毎日ヤリまくりのハーレム生活! 2 学校の友達には絶対言えないボクの秘密。（10月25日、Hunter）
- 「謝らなくていいからスカートあげてパンツ見せてよ!」 無実なのにボクを疑った勘違い女がボクを睨みつけながら屈辱のパンツ見せ! 当然ボクはフル勃起!（10月25日、Hunter）
- 予約半年待ちリピ率100% 某メンズエステ店 密室 × 密着 イキ過ぎた禁断サービス 7（11月4日、DOC）
- 黒ストッキングの太腿で両手ロックされ乳首弄られ続けながら亀頭ふやけるまでち○ぽしゃぶられ続ける3P快楽地獄（11月8日、アロマ企画）
- 素人トーキョー No.11 円光女子校生に生ハメ中出し!（12月27日、素人トーキョーH.S./妄想族）
- パンティの中にチ○ポを誘導し時々おマ○コにも挿入させてくれるお姉さん2（12月27日、アロマ企画）

- 初デートでいきなりレズSEX ～レズサイトで出会って即エッチ！！～ 有村のぞみ 辻さくら（7月18日、U＆K）
- 夏休み明けにギャル化してヤリマン化しちゃったクラスメイト女子たち！休みの間に一体何が？見た目も変わって性格も激変！風紀委員のボクが注意するも（9月26日、Hunter）
- 「私がシテあげよっか?」いつも外でタバコをふかしている隣のお姉さんと目が合う。童貞のボクには難度高すぎ！でもボクがフラれて落ち込んで帰ったら（12月26日、Hunter）

- 爆ヌキ鬼どぴゅパネェ性欲えげつねー卑猥女に唾液にゅっるにゅるでメスサド誘惑されたらもうわしゃオシマイや！いっぱいローションぬ～るぬる！トランス性交（4月19日、ダスッ！）
- イキ我慢する根性レズバトル（10月10日、ROCKET）
- 超攻撃的なパンスト接写＆足コキオナニー（11月5日、マックス・エー）
- カメラの前でおしっこする女 5（11月26日、グローリークエスト）

- 有星あおり レズ解禁 悪ノリゲームで気付いた親友としてではない’好き’（1月23日、アイエナジー）
- 美谷朱音がW囁き脳イキさせる極上のASMRレズ主観 4K撮影映像 豪華4シチュエーション×4共演（3月11日、ビビアン）
- MOODYZファン感謝祭 バコバコバスツアー2025 素人17名とAV女優17名の1泊2日大乱交 新世代AVオールスター覚醒!（3月18日、ムーディーズ）
- 性感帯直撃レズエステ 綺麗なエステティシャンのお姉さんに… 敏感な部分を超いやらしく触られて… 初めて女の手でイカされてしまいました。（4月24日、オフサイド）
- 女ハメ撮り師ミカとレズな女優たち ＃3 親友ありむーとガチ照れイチャラブしちゃいましたw 有村のぞみ（5月6日、パコパコ団とゆかいな仲間たち/妄想族）

### アダルトVR
- 有村のぞみVR解禁! 手招きすれば即尺即ハメしてくれる僕専属ご奉仕メイド（4月26日、ムーディーズ）
- 女教師イラマチオ ver.VR（4月26日、ワープエンタテインメント）
- べろ愛撫VR（5月31日、ワープエンタテインメント）
- 「ずっと好きでした。私の彼氏になって下さい」 愛の告白イチャラブSEX（6月20日、KMPVR）
- 都内某所の美少女高級耳かきマッサージ店（6月26日、KMPVR-bibi-）
- クンニVR 2（6月27日、KMPVR）
- 制服見学店を完全再現 マジックミラー越しにアナタの目の前に超接近! 至近距離でパンチラ・胸チラ・疑似フェラ&セックス!（6月27日、kawaii*）
- 冷凍庫の中VR -20°まつ毛も凍る寒さ! 極寒の荷台に閉じ込められた!? 絶体絶命の危機を乗り越える為に、裸で抱き合って体を温めあってるうちに興奮してしまい…（7月1日、SODクリエイト）
- 脇を見ながら乳を揉むVR（7月3日、KMPVR）
- 小悪魔なカノジョにアナルと全身を責められて精子がドクドクあふれちゃう!! メスイキ絶頂体験VR 未知エクスタシーとの遭遇をVRでしてみませんか?（7月3日、ワンズファクトリー）
- 女子校生ディルドオナニーVR（7月4日、KMPVR）
- キュン!キュン! 僕の事を大好き過ぎるカノジョとご奉仕中出しえっち。（7月12日、KMPVR-bibi-）
- 【新感覚フェチ】 お姉さんと連れションVR（7月25日、SODクリエイト）
- 校内No.1の優等生に射精管理をされ続けるVR（7月26日、KMPVR）
- 【HQ】超高画質 唾飲みVR －最終章・究極唾－（7月29日、SODクリエイト）
- 親にも友達にも言えない本当の私…。 無防備過ぎる原石系女子校生がハマった47日間の生々しい躾け記録（7月31日、KMPVR）
- パンツ上オナニー 〜もう我慢出来ないよ…Hなお汁が止まらないの…〜（8月4日、KMPVR）
- 青春時代にカムバック! ドキドキ卒業旅行VR 女子風呂で生着替え&洗い合いっこ覗き見※僕だけ捕まってお仕置きハーレムフェラ!? 呼びだされて胸キュン告白!二人きりでイチャイチャのはずが…お祭り騒ぎで大乱交しちゃった1泊2日（8月7日、kawaii*）
- 新人スタイリスト 22歳 趣味:旅行/読書 特技:マッサージ(どこの?笑)（8月21日、ブイワンVR）
- 【超過激】 噂のマジックミラー制服見学店の裏オプスペシャル 制服少女8人がモロ出し生ま●こを至近距離で押しつけプレス!（8月22日、kawaii*）
- 童貞には刺激が強すぎる妹のパンチラに欲情してチ○ポに手が伸びてしまった。それを見られて兄妹の関係が終わる覚悟をしたけど、なんだかんだあって今でも仲良しです。（9月13日、CASANOVA）
- 「怖いからくっついててもいい?」 いきなりの地震&停電で幼なじみとの距離が急接近!ずっと密着状態でドキドキしてたら暗闇の中キスされて…突然のアクシデントが生んだ【キス→告白→イチャイチャ→フル体位中出し】最高の青春フロー体験VR（9月19日、アリスJAPAN）
- 自己紹介VR】人気AV女優が丁寧に名前からオナニーの仕方までアナタに伝えてくれる「私のこと知ってください!」（9月19日、SODクリエイト）
- 射精コントロール!オナ指示痴女（9月27日、CASANOVA）
- 夜這いVR 無垢で無邪気な美少女たちを裏切り寝ている隙にツルぷにま○こを激イカセ!（10月3日、SODクリエイト）
- 官能小説家の家で生まれた淫語4姉妹に前後左右の囁(ささや)きカルテットで羽交い絞めにされながらねっとりじっくり痴女られる（10月7日、SODクリエイト）
- 間違って召喚しちゃったサキュバスがエロかわいすぎてカラカラになるまで中出ししまくった童貞の僕（10月30日、4K VR）
- VR美少女のおもらし（11月27日、TMA）
- 妹風俗でかわいい妹達に中出しハーレム天国プレイ!（11月29日、4K VR）

- パイパンマ○コ見せつけVR（3月3日、KMPVR）
- 足をケガして不自由なボクの部屋に来た地味なヘルパーさんが臭いフェチでボクの臭いに発情…肉食系女子に豹変し、本能剥き出しで貪るようにボクを全身舐めまくりエロ看護!中出しまでさせてくれて、部屋も体もスッキリ!!（3月11日、MAX-A）
- 高画質 湿った黒パンスト2 挑発オナニーJOI（5月13日、MAX-A）
- 腹黒二股J●に復讐! 本命男に黙っててやるから最後に中出しさせろ! 有村のぞみ（6月17日、TEPPAN）
- 僕らが拾ったのは誰かに犯され続けた女でした。 のぞみ (当時20歳)（8月21日、ちんちんVR）
- レズ体感VR 媚薬漬けにされたメスのカラダは男の感度30倍! 女教師の体になってレズJ●カップルに【粘着ベロチュウ】【乳首舐め手マン】【バキュームクンニ】【糸引き貝合わせ】と骨の髄までトロトロ連続イキ体験! 有村のぞみ 岬あずさ みひな （12月31日、SODクリエイト）

- 女子○生のオナニー中の愛液垂れを目の前で見れるVR（1月8日、ナチュラルハイ）
- ほぼノーモザイクVR 目の前でTバックランジェリーのままオナニーして感じまくる姿が見れる!（1月20日、ROOKIE）
- ぷに感!! ほっぺたチ●ポビンタ顔射! ～嫌そうな顔にチンチンぶっ刺しその後、大量顔射～（2月25日、SODクリエイト）
- こんな場所で?! いきなり顔舐め唾まみれ… 濃厚キスに飢えた女が突然あなたの唇を襲う いきなりベロちゅう唇レ○プ（3月2日、RADICAL）
- 「お兄さん1杯だけ飲みに行きませんか…?」 客引きギャルに声をかけられついて行ったらめ～っちゃ乳首責め逆3P風俗VR!! 有村のぞみ 岬あずさ（3月8日、ワンズファクトリー）
- 暴発寸前の入院10日目に狙いを定めてチンポ狩りを楽しむドスケベ女医 有村のぞみ（5月21日、CASANOVA）
- じっくり女体観察 3 そのままSEX（5月28日、ROOKIE）
- 健全エステに こっそり潜む ノーパンノーブラちょい見せ痴女エステティシャン 有村のぞみ（6月11日、CASANOVA）
- ネカフェ店員のお姉さんが乱入⇒激エロ変態ラッキーサービスに突入!? 有村のぞみ（6月25日、CASANOVA）
- 風パンチラ（7月7日、ROOKIE）
- イカれたド淫乱住人にアホ程ヌカれる夢のルームシェア生活 ハーレム痴女3P 美波こづえ 有村のぞみ（8月4日、ワンズファクトリー）
- タダマン家出ギャルのテンションぶち上げパンパンパンパン鳴りっぱなしSEX 有村のぞみ（12月22日、SPICY VR）
- ボクの部屋に泊まることになった女上司が酔って発情! 先輩の天井特化騎乗位でイクのが悔しくて地面特化の逆転種付けプレス 有村のぞみ（12月28日、E-BODY）

- 欲求不満女が謎の媚薬で幽体離脱! 「気がつくと異空間へGoToトリップ!! 花魁憑依」見せつけVR-AV史上初。超ナマ壺騎乗位、天井特化 有村のぞみ（1月21日、VRMAX）

- 【VR】Wセックスモンスターと逆ハーレムSPECIAL VR！！ 大量唾液＆レズ＆潮吹き＆PtoM…本当にしたかった逆3Pを8K高画質体験！！（6月4日、レゾレボVR）

### アダルト配信
- 【初撮り】ネットでAV応募→AV体験撮影 264 ほのか 18歳 大学生（3月30日、シロウトTV）
- 【初撮り】ネットでAV応募→AV体験撮影 520 のぞみ 21歳 専門学生（12月16日、シロウトTV）

- ココロもカラダも超敏感! 妄想だけで濡れちゃうドスケベ娘はちょっと触っただけで感じすぎて→ 吹きすぎて→ イキすぎて→マゾすぎたのでヤリすぎてしまいました(陳謝) ＜エロい娘限定ヤリマン数珠つなぎ!! ～あなたよりエロい女性を紹介してください～ 22発目＞ のぞみ 22歳 アパレル店員（5月3日、プレステージプレミアム）
- 【配信専用】妖艶な腰振りで男を骨抜きにさせるぬっちょりグラインド騎乗位生マ○コ素股!（5月9日、ふぇち党）
- 手マン骨折警報!! 激締り美女のパイパンマ◯コと勃起乳首は感度良好!! Tバックの美尻を突き付け手マンで締り良すぎて骨折寸前!? そんな名器に挿入すれば暴発必須&快楽保証のキツマン名器美女発見!!：ラブホのレンタルカメラ内蔵 消し忘れたハメ撮り動画 ファイル 045 のぞみ 推定22歳 万力マ◯コの激締りOL（5月21日、プレステージプレミアム）
- 【配信専用】射精が止まらない! 超気持ちイイ美少女手コキ! 7 10人の美少女に、チ○ポをなされるがまま…（5月30日、ふぇち党）
- マジ軟派、初撮。 1350 のぞみ 22歳 ア○メイト (アニメショップ)でバイト 美人過ぎるア○メイト店員は超絶ムッツリ!】 夕暮れ時の秋葉原でゲットした美少女は、1年以上もセックス無しで欲求不満?? 胸も太もももアソコもお触りOKで、無毛マ○コを責めれば止まらないスプラッシュ潮吹き! エンジンかかって美味そうにチ○ポをしゃぶり、最後はリズミカルな腰使いの騎乗位で快感の向こう側へ! フタを開ければ、とんでもないムッツリ女子であった?!（6月2日、ナンパTV）
- のん (18)（6月7日、しろうとまんまん）
- 【配信専用】絶対主観で美少女から超気持ちイイねっとりレロレロ乳首舐めされつつ、ヌルヌルゴッシゴシ手コキされ精子が枯渇寸前! 4（6月13日、ふぇち党）
- のん (18) 2（6月14日、しろうとまんまん）
- 「まだイッたらだめだよっ!」 美少女に焦らされまくり! 極限の勃起状態! 暴発寸前の地獄の快楽! 極上スロー手コキ（6月27日、ふぇち党）
- ナンパ持ち帰られ率99％ガチ美人1○9店員!! 即濡れ瞬間潮吹きのエグい膣圧の名器持ち!! 勃起乳首もビンビンEカップ美乳!! 男の夢を体現した女神はなんとナマ挿入歓迎で真夏の昼の夢が如くの極上体験：いくらでラブホ No.041 のぞみ 22歳 ショップの棚卸しにTバックで来る、臨戦態勢のお持ち帰られ美女（7月30日、プレステージプレミアム）
- のぞみ 名門校のハーフ顔美少女J●が乳首責めご奉仕セックス! 「おち●んちんが反応してくれると嬉しい♪」（8月9日、しろうとまんまん）
- 喉マ○コが感じるのぉ～デカ○ン自らガツガツ喉奥に当て込みセルフイラマ絶対射精! マ○コが2つある女神たち10人!（9月12日、ふぇち党）
- 呼べば2分で来る即レス系美女!! 愛するオジサンの要望に応える為に仕事を辞めて、性癖に応える為にオモチャ持参の尽くす系変態ストーカー!? お預け調教プレイもスイッチ入れば命令無視の生挿入で暴走ピストン連続絶頂!! ＜おじさんずラブ004：のぞみ＞（12月28日、プレステージプレミアム）

- ななみ 結婚式帰りの女子を騙してハメ撮り! 絶賛婚活中の癒やし系美人が羞恥に震えながらEカップ美乳をポロリ♪ 大量潮吹きシャワーと精液注入で子孫繁栄シアワセ祈願ww（1月2日、黒船）
- 【ギャル神回SPECIAL × 中出しハメ潮超連発】お待たせしました! お待たせし過ぎたのかもしれません! 神回GOD降臨であります! ギャル2人で抜き所2倍! 潮も2倍! レズハメ潮飲尿もはやアメイジンググレイス! 次回予告「購入するとザーメンタンクが空になるの巻」【ギャルしべ長者SPECIAL パロちゃん & ノンちゃん】（2月29日、Jackson）
- 結婚式帰りの美顔ファッション誌編集者をナンパ!! 美しいドレスを脱がされ美パイパンマ○コから溢れる大量愛汁! Eカップ巨乳を震わせ鬼イキ連発する美女に無断で種付けww（10月3日、まんまんランド）
- ごっくんしまくり3発射! 超ウルトラ級! 貪欲どスケベ美少女・有村のぞみ、童貞喰い! 爆裂アグレッシブSEXでのぞみちゃんも童貞もイキまくり! ずっと絶頂ハイエナジー名作回! デートの時から最後までずっと可愛いくってどうしよう! ガチ恋必至! 有村のぞみ（11月12日、GOOD-BYE-CHERRYBOY）
- 【オフパコ映像】 アイドル級にカワイイ上に敏感早漏痴女!? 飲むとエッチな気分になっちゃうビッチレイヤー：のぞみ（12月3日、AKNR）

- のぞみ（7月3日、やり狂う! スケベなセフレ達）
- 【降臨! アイドル級イ●スタグラマー】 イ●スタにエロい自撮りを載せる、爆乳コスプレイヤーをSNSナンパ!! お客とも繋がっちゃう夢のメイド喫茶店員はセフレ50名オーバーのヤリマンGAL! いざホテルに向かう前に車でスタッフ喰っちゃう制御不能の性獣です!!! ハメ潮撒き散らしまくりの爆イキコスプレFUCKを見逃すな!!! 【イ●スタやりたガール。】 りの 22歳 メイドカフェ店員 女子大生コスプレイヤー フォロワー数34205（9月26日、Janet）
- 【ガチ惚れ必須!! 激かわ美尻コンカフェ店員】男を虜にする距離感とあざと可愛い仕草でエロ可愛さ100点満点!! 可愛い顔して責め好きなノゾミちゃんにヤリたい放題されちゃった一部始終を完全REC!! 潮吹きはもはや芸術点満点シコシコ3発射SP!! 【なま撮りJD。#05】 のぞみ 21歳 服飾学部3年生 コンカフェでバイト（10月16日、プレステージプレミアム）
- 【前代未聞!? フェラ潮!! 鬼感度!! ぶしゃ潮連発!! ヌレヌレ極上巨乳美女エチョナに追い媚薬!!】 こんかいは大変なコトに… なりました!! カメラ溺れる寸前の大潮吹き連発!! セルフ潮吹きフェラで不意潮は必見!! 理性崩壊した極上巨乳美女のグンバツキメセク連続搾精の衝撃的潮吹きハメ撮り映像噴出ww ラブホドキュメンタリー休憩2時間 媚薬SP みみ 21歳 G乳ドエロガチギマリ美女フリーターGAL!! 手マンで潮!!フェラで潮吹く前代未聞のびしょ濡れSEX!!（10月22日、プレステージプレミアム）
- 【水上フェラ&豪快潮吹き】NOZOMIちゃん★インスタグラマー美女とプール付きラブホへ直行! お酒を飲むとフェラしたくなる性癖発動でプールフェラ! 鏡の前でスケベ姿を視姦しながら立ちバック高速ピストン! 全身性感帯BODYで絶頂 & 潮吹きしまくりの激イキSEX! 【YORU★like.12】（10月31日、SUKEKIYO）
- 【G乳美巨乳GALエチョナ#映え特化ボディ#盛り上がって2NN個撮!!】 G乳GALの神に愛され美巨G乳の爆映えボディ!! 最高位のSEXカーストエチョエチョナ♪ 映えの為なら潮も吹く!! SNS依●体質オチ●コ依●体質!! 連続昇天2中出しの爆上げSEX収録!! _＃被写体希望_＃16 のぞみ 22歳 承認欲求の塊G乳エチョナが参上!! 揉んで良し!! 舐めて舐められ良し!! 映えSEX特化型ギャルエチョナ!!（10月31日、プレステージプレミアム）
- 【神美女】【ハロウィン】のんちゃん参上! AV大好き娘が見るだけでは我慢できずに出演しちゃう♪ハロウィンでお菓子ではなくてドロドロの精子が欲しいw ハロウィンパーティナイトでパコりましょう♪ 【超美★巨乳】【プリプリ★お尻】エロコスで大興奮! イキまくりでレーザービームのごとく吹き出る潮に圧巻のGカップ美巨乳はピストンするたびに揺れまくり! バックで眺めが最上級のプリ尻は見ごたえあり! 怒涛の如く出る潮吹きSEXを見逃すな!!（11月2日、ARA）
- 【最愛チ○ポに熱烈ご奉仕 × 舌技ローション口内フェラ × イキ神光臨4射精】 お寺で「今日はいっぱいイケますように」お願いする脳内ピンクの料理研究家! まずは車でパックンちょ! 白濁ソースまでゴックンいただく! ぷるぷる美尻にスパンキング連発! 何でも感じる超敏感BODYを極太バイブで弄り回す! 口内inローションで激感フェラ! 祈願成就! 飛び跳ねガチイキ中出しFUCK! 合計4射精!! Pray to God Ecstasy 【なまハメT☆kTok Report.32】 のん 22歳 おチ○ポ料理研究家（11月7日、プレステージプレミアム）
- 「本物のバイの人と絡みたかったの…」 念願だった本当のレズ 有村のぞみ（11月30日、プレイエンターテイメント）
- 放物線を描く衝撃の潮シャワー! 「男の人のオナニー見てみたい」ハイテンションほろ酔いガルバ店員がトンデモ要求! ぷりっと美尻をオカズにされてマ●コを濡らし我慢できずに目の前のチ●ポにむしゃぶりつく! エロかわ甘え声でイクイク連呼! 他人の家だろうが構わない本気のイキ潮をぶっ放す! #010 のぞみ 20歳 ハーフ顔のガールズバー店員（12月6日、ドキュメントdeハメハメ）
- 【SEX専用ボディの真正ビッチGAL!】 セックスはエブリデイ! エブリナイト! 常にSEX願望があるのぞみちゃんは全身性感帯のまさに『歩く性器』!w 女のカラダを知り尽くしたヤリチンチャラ男の怒涛の責めに現役ラウンドガールの彼女もKO寸前!? 【しろうとハメ撮り＃のぞみ＃23歳＃ラウンドガール】（12月30日、MOON FORCE）

- 制服がビショビショになるまでしゃぶりつくJ○（2月3日、AKNR）
- 【配信専用】ヌキ無し店なのに…超過剰サービスで疲労も精子もぶっ飛ぶ!! リピート確定! 搾精メンズエステ ＃8（5月26日、ふぇちぽいんと）
- 【炎上不可避! 花見会場で谷間パックリ露出Bitch】【潮吹き × オシッコでぶっかけ消火活動!】【異常すぎるエロテク! 何でも得意だから全部ヤル】【ワイン・聖水・オイル・精子の卑猥風呂で汗だくFUCK】【中出し! 顔射! ザー飲! 超過激3射精!!\】～ヤリモクインフルエンサー #02～ カノンちゃん 21歳 炎上系インフルエンサー (専門学生)（6月4日、プレステージプレミアム）
- ひろこまん 間欠泉みたいに何度も噴き上げる圧巻のハメ潮!! ド淫乱な爆乳インスタグラマーがマッチョ男優を誘惑する激エロ着衣SEX2回戦!!（10月16日、まんまんランド）

### 女性向けアダルトビデオ
- 快楽堕ちした男の潮吹き イってもイっても手加減なし! 追撃手コキとアナル攻めで射精より凄い激イキ快楽地獄へ…（2021年11月4日、カゲキっch）
- 本当にあった濡れる話 ～嫉妬した彼氏に媚薬を盛られ犯され絶頂キメセク～ 長瀬広臣 有村のぞみ（2022年3月30日、カゲキっch）

### イメージDVD
2019年
- 本物マルチタレント 着エロデビュー（7月26日、スパイスビジュアル）※「早川ひとみ」名義
- Sing Out! 有村のぞみ（8月23日、CRANE）

2020年
- 処女のキモチ 有村のぞみ（9月25日、スパイスビジュアル）
- Nozomi マドモアゼル アブノーマル（10月22日、REbecca）

2021年
- AV女優 有村のぞみ（1月26日、スパークビジョン）
- Pure Gril 有村のぞみ（2月15日、スパークビジョン）
- So Cute! 有村のぞみ（2月26日、スパークビジョン）
- 官能的な大人の時間 有村のぞみ（7月27日、Sensual）
- スイートマッサージサロン 有村のぞみ 神納花（7月30日、オルスタックソフト販売）

## 出演

### テレビ
- ケンコバのバコバコテレビ（2018年6月 - 2019年7月、2020年1月 - 、サンテレビ） - スタジオレギュラー
- アトラクティブ女学園（2020年8月2日 - 、エンタ!959）[21]

### ウェブバラエティ
- アトラクティブ女学園 特別公開生放送（2020年7月18日、エンタちゃん・YouTubeチャンネル）[22]
- ロンドンハーツABEMA特別編（2022年5月31日、ABEMA）アンケート協力[23]
- 新EXガールズオーディション（2023年1月31日 ‐ 3月25日、SPOOX EX）
- スカパー! アダルト放送大賞presents EXガールズの元気にするテレビ（2023年8月25日 - 2024年2月22日、SPOOX）[24]

### ウェブドラマ
- ラブラブシェアハウス３ 美女の花園はユーワクがイッパイ!（2023年8月2日、ハニードリーム、シネマファスト）[25]

### インターネットラジオ
- 有村のぞみののんのんらじお♪（2022年10月12日 - 、ラジオクロニクル）[26]

### ウェブゲーム
- ゲオTVドアップ25【LIPパネル出題】二つ名は「唾液フェチガール」（2020年10月1日、ゲオTV）[27][28][29]

### 舞台
- GIGAスーパーヒロインライブvol.3（2022年12月3日、秋葉原From Scratch）- スーパーレディ 役[30]
- GIGAスーパーヒロインライブ Vol.18（2024年6月1日、秋葉原From Scratch）- セーラーアーレス/チャージマーメイド 役[31]

### モデル
- BIKINIS TOKYO(2023〜）

## 執筆

### 連載コラム
- ハレンチのんちゃん＃（2020年8月10日[18]-、メンズサイゾー）デザイン、縫製した衣装で撮影するグラビア連載[18]。

## 書籍

### 写真集
- honey sugar（2019年8月26日、ジーウォーク、撮影:天野功）ISBN 978-4862979186

### デジタル写真集
- セクシーアクトレス 有村のぞみ（1月21日、スパークビジョン、撮影：ケイ）
- Nozomi マドモアゼル アブノーマル（2月4日、REbecca）
- 夢の中で 七美せな×有村のぞみ（2月24日、CielazurLivres、撮影：SID）
- FLOWER 有村のぞみ vol.01（5月1日、ジーウォーク、撮影：天野功）
- PRESTIGE POSE MESSAGE 有村のぞみ 01（5月14日、プレステージ出版）
- ありのまま【グラビア写真集】（6月18日、プレステージ出版、撮影：松田忠雄）
- ありのまま【ヌード写真集】（6月18日、プレステージ出版、撮影：松田忠雄）
- LOVEPOP デラックス 有村のぞみ 001（8月6日、PAD）
- LOVEPOP デラックス 有村のぞみ 002（9月10日、PAD）
- 有村のぞみ、貸します。（11月2日、若生出版）
- DX EDITION 有村のぞみ（12月24日、プレステージ出版）

- LOVEPOP デラックス 有村のぞみ 音羽ねいろ 001（1月25日、PAD）
- デジグラ・デラックス 有村のぞみ 001（6月10日、PAD）
- デジグラ・デラックス 有村のぞみ 002（7月8日、PAD）
- FLOWER 有村のぞみ vol.02～vol.6（4月1日、ジーウォーク、撮影：天野功）